# Fathima Nazneen
Fathima Mohamed Nazneen (* 21. Oktober 1982) ist eine indische Badmintonspielerin. 

## Karriere
2001 gewann Fathima Nazneen ihren ersten Titel bei den Einzelmeisterschaften der Junioren in Indien im Damendoppel mit B. N. Ashwini. 2004 wurde sie Zweite bei den Südasienspielen im Damendoppel mit Manjusha Kanwar. Bei derselben Veranstaltung gewann sie mit dem indischen Damenteam Gold.

## Sportliche Erfolge
| Saison | Veranstaltung                              | Disziplin   | Platz | Name                              |
| ------ | ------------------------------------------ | ----------- | ----- | --------------------------------- |
| 2001   | Indien: Einzelmeisterschaften der Junioren | Damendoppel | 1     | Fathima Nazneen / B. N. Ashwini   |
| 2002   | Indien: Nationale Meisterschaften          | Damendoppel | 2     | Fathima Nazneen / C. H. Deepthi   |
| 2004   | Südasienspiele                             | Damendoppel | 2     | Manjusha Kanwar / Fathima Nazneen |
| 2004   | Südasienspiele                             | Damenteam   | 1     | Indien                            |

## Referenzen
- Fathima Nazneen beim Badminton-Weltverband

| Personendaten    | Personendaten               |
| ---------------- | --------------------------- |
| NAME             | Nazneen, Fathima            |
| ALTERNATIVNAMEN  | Nazneen, Fathima Mohamed    |
| KURZBESCHREIBUNG | indische Badmintonspielerin |
| GEBURTSDATUM     | 21. Oktober 1982            |